# 施梅德斯武特
施梅德斯武特是德国石勒苏益格－荷尔斯泰因州的一个市镇。总面积5.91平方公里，总人口193人，其中男性102人，女性91人（2011年12月31日），人口密度33人/平方公里。